# Волгоградський інститут нафтової промисловості
Волгоградський інститут нафтової промисловості (рос. ВолгоградНИПИнефть) — організований у 1959.

## Наукові напрямки
Основна наукова спрямованість:
- обґрунтування шляхів збільшення розвіданих запасів нафти і газу на території нижнього Поволжя і Прикаспійської западини,
- раціональна розробка нафтових і газових родовищ,
- технологія процесів буріння глибоких свердловин,
- проєктно-пошукові роботи по облаштуванню нафтових і газових родовищ.

## Структура
Має 6 наукових і 14 проєктних відділів.
На початку XXI ст. (2004 р.) інститут виконує комплекс проєктного забезпечення і наукового супроводу діяльності нафтогазодобувних підприємств на території Астраханської, Волгоградської, Саратовської областей і Республіки Калмикія.
Проєктні роботи виконуються відповідно до ліцензії Держгіртехнагляду РФ на проєктування виробництв і об'єктів нафтової і газової промисловості. ООО «Волгограднипинефть» є експертною організацією в галузі експертизи промислової безпеки.